# تام دی‌فالکو
تام دی‌فالکو (به انگلیسی: Tom DeFalco) (متولد ۲۶ ژوئن ۱۹۵۰) یک نویسنده و سردبیر در زمینهٔ کتاب‌های کامیک آمریکایی است. وی بیشتر برای فعالیتش در انتشارات مارول کامیکس مخصوصاً در داستان‌های مرد عنکبوتی شناخته می‌شود.